# Гасанова, Саяд Адиль кызы
Саяд Адиль кызы Гасанова (азерб. Sayad Ədil qızı Həsənova; 18 марта 1928, Джебраильский уезд — ?) — советский азербайджанский хлебороб, Герой Социалистического Труда (1948).

## Биография
Родилась 18 марта 1928 года в селе Довлетярлы Джебраильского уезда Азербайджанской ССР (ныне Физулинский район Азербайджана).
С 1939 года колхозница колхозов имени Кирова, «Красный Октябрь» и имени Тельмана, с 1973 года рабочая виноградарского совхоза имени Тельмана Физулинского района. В 1947 году получила урожай пшеницы 30,27 центнеров с гектара на площади 10 гектаров.
Указом Президиума Верховного Совета СССР от 10 марта 1948 года за получение в 1947 году высоких урожаев пшеницы Гасановой Саяд Адиль кызы присвоено звание Героя Социалистического Труда с вручением ордена Ленина и золотой медали «Серп и Молот».